# T'padashtun
T'padashtun é um filme de drama kosovar de 2017 dirigido e escrito por Edon Rizvanolli. Foi selecionado como representante de seu país ao Oscar de melhor filme estrangeiro em 2018.

## Elenco
- Adriana Matoshi - Zana
- Jason de Ridder - Alban
- Niki Verkaar - Ana
- Hugo Koolschijn - Rudi